# Ilketshall St Andrew
 (mars 2023).
Pour les articles homonymes, voir Ilketshall.
Ilketshall St Andrew est un village et une paroisse civile du Suffolk, en Angleterre.